# Josefina Bolinaga
Josefina Bolinaga, née à Valmaseda (Biscaye) en 1880 et morte à Madrid en 1965, est une poétesse espagnole, membre de la Génération de 27.
Elle consacre la plus grande partie de sa carrière à la littérature, notamment les ouvrages destinés à la jeunesse.

## Biographie
Très jeune, elle se passionne pour la poésie. Elle écrit Alma rural en 1925, où elle expose la vie et les habitudes rurales, puis Flores de amor en 1927, un recueil de poèmes sur le thème maternel et filial. Elle se tourne ensuite vers la littérature pour les enfants, notamment les contes, dont certains sont illustrés par la dessinatrice Alma Tapia.
En 1932, elle finit troisième au Prix national de Littérature, puis gagne le prix en 1934 avec Amanecer. Elle participe aussi à la presse périodique, dans Blanco y Negro notamment. Elle est publiée dans le supplément jeunesse Gente Menuda, comme Elena Fortún et Gloria de la Prada, jusqu'au début de la guerre d'Espagne en 1936.
En 1939, à l'arrivée au pouvoir de Franco, ses publications pour la jeunesse sont censurées et exclues de l'usage scolaire. 
Sous la dictature, elle est forcée à adapter sa plume. Elle meurt à Madrid en 1965.

## Postérité
En 2010, son œuvre est incluse par Pepa Merlo dans Peces en la tierra (Fondation José Manuel Lara), une anthologie poétique des artistes les plus connues de la fin du xixe siècle à la guerre d'Espagne.